# Jałowiec fenicki
Jałowiec fenicki (Juniperus phoenicea) – gatunek krzewu lub drzewa iglastego z rodziny cyprysowatych (Cupressaceae). Występuje naturalnie w basenie Morza Śródziemnego. Rośnie na wzgórzach, w miejscach skalistych, zwłaszcza na podłożu wapiennym. 

## Rozmieszczenie geograficzne
Występuje naturalnie w Portugalii (wliczając Maderę), Hiszpanii (wliczając Wyspy Kanaryjskie i Baleary), Francji (wliczając Korsykę), Włoszech, krajach byłej SFR Jugosławii, Albanii, Bułgarii, Grecji (wliczając Kretę), zachodniej Turcji, na Cyprze, w Izraelu, Arabii Saudyjskiej, Egipcie, Libii, Tunezji, Algierii oraz Maroku. Według innych źródeł występuje także w Andorze, Jordanii, Libanie i Rumunii. Natomiast w Egipcie obecny jest tylko na półwyspie Synaj, a w Arabii Saudyjskiej rośnie tylko wzdłuż wybrzeża Morza Czerwonego.
Lokalnie bywa ważnym gatunkiem lasotwórczym, np. w Maroku.

## Morfologia

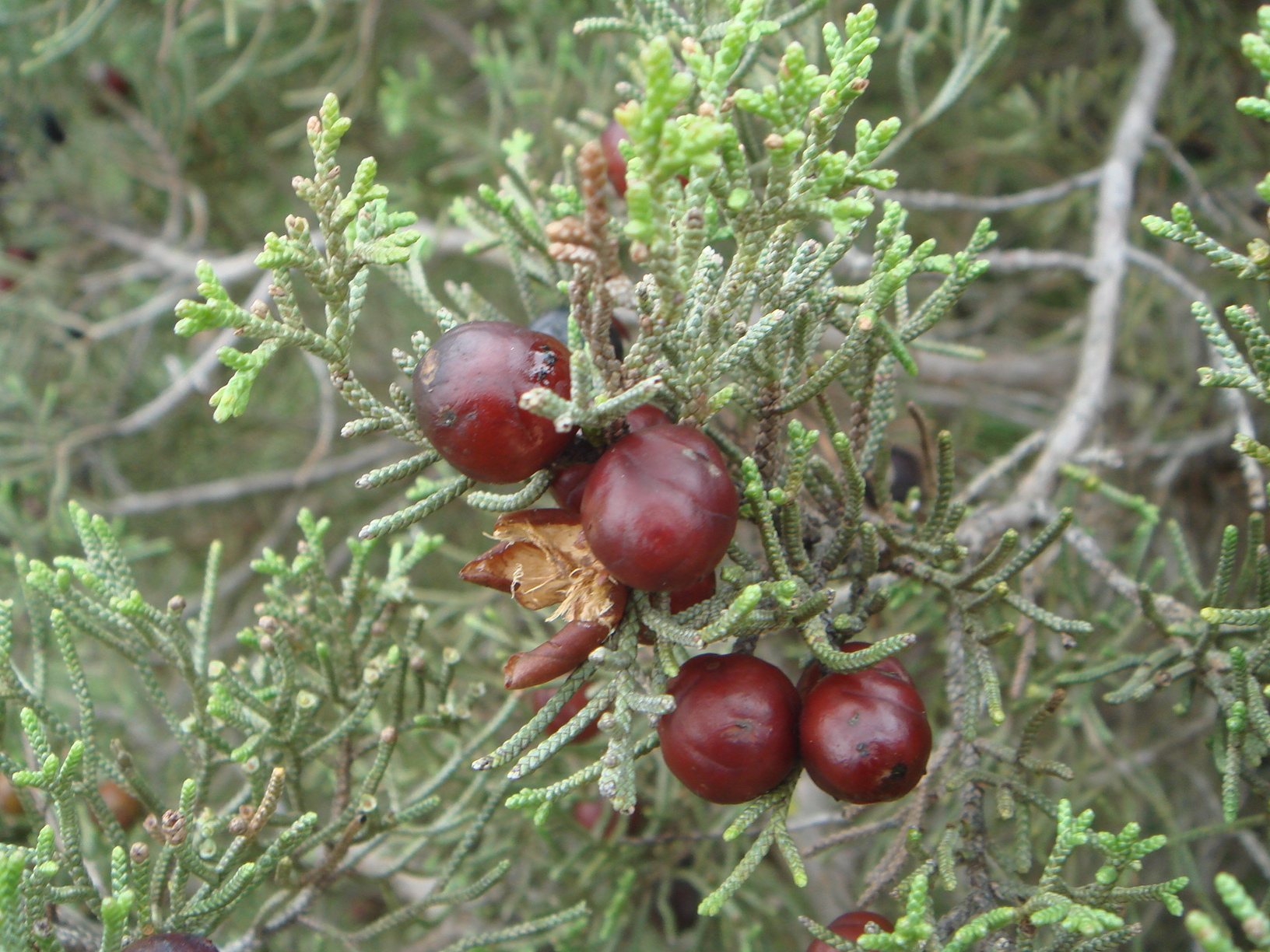
Pęd z szyszkojagodami

PokrójGęsty krzew lub silnie gałęziste drzewo, o szerokiej, zaokrąglonej lub stożkowatej koronie.
LiścieNaprzeciwległe, przytulone do pędów łuski o długości do 1,5 mm. Młode rośliny mają liście igiełkowate o długości do 10 mm, odstające od pędów. Liście wyrastają na pędach w 4–6 rzędach.
KwiatyRośliny jednopienne: strobile męskie do 3 mm długości, żółte, kwiaty żeńskie niepozorne.
SzyszkiKuliste szyszkojagody o średnicy do 15 mm, początkowo żółte, z czasem czerwonobrązowe. Dojrzewają przez dwa lata.

## Zmienność
Wyróżnia się dwa podgatunki:
- J. phoenicea subsp. phoenicea
- J. phoenicea subsp. turbinata

Stwierdzono także odrębność populacji występujących na Wyspach Kanaryjskich.

## Biologia i ekologia
Jest jednym z najbardziej rozpowszechnionych jałowców w basenie Morza Śródziemnego, w związku z czym został zaliczony według Czerwonej księgi gatunków zagrożonych do gatunków najmniejszej troski.
Naturalnymi ekosystemami są garig, makia lub wiecznie zielone lasy drobnolistne na suchym, kamienistym podłożu bądź na glebach wapiennych lub piaszczystych. Rośnie na wysokości do 2400 m n.p.m. Często dzieli siedliska z takimi gatunkami jak sosna alepska (Pinus halepensis), sosna kalabryjska (Pinus brutia), dąb ostrolistny (Quercus ilex), pistacja kleista (Pistacea lentiscus), oliwka europejska (Olea europaea), Artemisia herba-alba oraz gatunkami z rodzajów czystek (Cistus) i lawenda (Lavandula). Rośnie w klimacie śródziemnomorskim, z gorącymi i suchymi latami.

## Zastosowanie
- Z jałowca fenickiego pozyskuje się olejki eteryczne[3].
- Ponieważ drewno tego gatunku bardzo wolno ulega rozkładowi, w starożytności było cenionym materiałem do budowy domostw. Służyło także do wyrobu paku[6].
- W starożytnym Egipcie owoce tego jałowca wykorzystywano do mumufikacji zwłok[11].

## Obecność w kulturze
Badacze roślin biblijnych są zgodni, że w wersecie 17,6 Księgi Jeremiasza jest mowa o jałowcu fenickim. Przypuszczalnie roślina ta była też wymienionym w Biblii „drzewem cedrowym", którego używano podczas ceremonii całopalnego ofiarowania zwierząt Bogu i wraz z hyzopem nadawała mięsu aromat. Jałowiec fenicki był bowiem łatwo dostępny dla Żydów, drewno cedrowe zaś nie rosło w Palestynie, było sprowadzane z innych krajów i drogie.